# يوجين بورغ
يوجين بورغ (بالألمانية: Eugen Burg)‏ (و. 1871 – 1944 م) هو مخرج أفلام، وممثل مسرحي، وممثل أفلام ألماني، ولد في برلين، توفي في معسكر تريزنشتات، عن عمر يناهز 73 عاماً.

## وصلات خارجية
- يوجين بورغ على موقع IMDb (الإنجليزية)
- يوجين بورغ على موقع ألو سيني (الفرنسية)
- يوجين بورغ على موقع أول موفي (الإنجليزية)
- يوجين بورغ على موقع قاعدة بيانات الأفلام السويدية (السويدية)
- يوجين بورغ على موقع قاعدة بيانات الفيلم (الإنجليزية)
- يوجين بورغ على موقع كينوبويسك (الروسية)